# Glenn Close
Glenn Close, född 19 mars 1947 i Greenwich, Connecticut, är en amerikansk skådespelare. 
Bland hennes filmer finns debuten Garp och hans värld (1982), Människor emellan (1983), Farlig förbindelse (1987), Farligt begär (1988), 101 dalmatiner (1996), Air Force One (1997), Albert Nobbs (2011) och The Wife (2017).
Hon har Oscars-nominerats åtta gånger. Hon har dessutom vunnit tre Tony Awards, en Obie, två Emmy Awards och tre Golden Globes, samt två Screen Actors Guild Awards.

## Biografi
Close hade en bakgrund inom Broadway när hon 1982 filmdebuterade i Garp och hans värld. Hennes roll var som den märkliga sjuksköterskan Jenny Fields, en rolltolkning som ledde till nominering till Oscar för bästa biroll.
Därefter etablerade hon sig som en karaktärsskådespelerska med brett register. Under 1980-talet följde filmer som Människor emellan och Farligt begär. Hon har dock gjort mer stiliserade rolltyper i filmer som Farlig förbindelse och 101 dalmatiner.
Under karriären har hon synts i dramer som Andarnas hus och Cookie's Fortune (1993 respektive 1999), men även i science fiction-filmerna Mars Attacks! och Stepford Wives samt thrillern Air Force One. Gestaltningen av en kvinna i 1800-talets Irland, i Albert Nobbs, ledde till hennes sjätte Oscarsnominering. Den sjunde kom för huvudrollen i relationsdramat The Wife, , den åttonde för birollen i dramat Hillbilly Elegy (2020). Hon är tillsammans med Peter O'Toole den som nått flest Oscarsnomineringar utan en enda vinst.
I TV-sammanhang har hon bland annat medverkat i TV-serierna The Shield (2005) och Damages (2007–2012). Dessutom har hon synts som musikalartist.

## Filmografi i urval
- 1982 – Garp och hans värld
- 1983 – Människor emellan
- 1984 – Den bäste
- 1984 – The Stone Boy
- 1985 – Maxie
- 1984 – Kniven är enda vittnet
- 1987 – Farlig förbindelse
- 1988 – Farligt begär
- 1988 – Sagan om Gandahar
- 1989 – Immediate Family
- 1990 – Hamlet
- 1990 – Mysteriet von Bülow
- 1991 – Hook (cameo)
- 1991 – Möte med Venus
- 1993 – Andarnas hus
- 1994 – Press-stop!
- 1995 – Simpsons, avsnitt Mother Simpson (gäströst i TV-serie)
- 1996 – Mars Attacks!
- 1996 – 101 dalmatiner
- 1996 – Mary Reilly
- 1997 – Ute eller inte
- 1997 – Air Force One
- 1997 – Paradise Road
- 1999 – Cookie's Fortune
- 1999 – Tarzan (röst)
- 2000 – 102 dalmatiner
- 2000 – Things You Can Tell Just by Looking at Her
- 2001 – South Pacific
- 2001 – Suburbia
- 2002 – Will & Grace, avsnitt Hocus Focus (gästroll i TV-serie)
- 2002 – Pinocchio (röst)
- 2003 – Simpsons, avsnitt My Mother the Carjacker (gäströst i TV-serie)
- 2003 – Skilsmässa på franska
- 2004 – Vita huset (TV-serie)
- 2004 – The Stepford Wives
- 2004 – Heights
- 2005 – The Shield (TV-serie)
- 2005 – Tarzan II (röst)
- 2005 – The Chumscrubber
- 2005 – Nio liv
- 2006 – Sanningen om Rödluvan (röst)
- 2007 – Evening
- 2007-2012 – Damages (TV-serie)
- 2008 – Simpsons, avsnitt Mona Leaves-a (gäströst i TV-serie)
- 2009 – Home (röst)
- 2010 – Sanningen om Rödluvan 2 (röst)
- 2011 – Albert Nobbs
- 2014 – Low Down
- 2014 – 5 to 7
- 2014 – Guardians of the Galaxy
- 2015 – Anesthesia
- 2015 – The Great Gilly Hopkins
- 2016 – Warcraft: The Beginning (cameo)
- 2016 – The Girl with All the Gifts
- 2016 – What Happened to Monday?
- 2017 – Bastards
- 2017 – Wilde Wedding
- 2017 – Crooked House
- 2017 – The Wife
- 2020 – Four Good Days
- 2021 – Swan Song
- 2024 – Sommarboken
- 2025 – Wake Up Dead Man: A Knives Out Mystery
- 2025 – Back in Action
- 2026 – The Hunger Games: Sunrise on the Reaping

## Oscars-nomineringar
Sammanlagt har Glenn Close nominerats åtta gånger till Oscar, fyra gånger för bästa huvudroll, fyra gånger för bästa biroll. Hon har vunnit statyetten noll gånger, vilket är delat rekord med Peter O'Toole.
- 1983 (bästa kvinnliga biroll i Garp och hans värld; statyetten gick till Jessica Lange för Tootsie)
- 1984 (bästa kvinnliga biroll i Människor emellan; statyetten gick till Linda Hunt för Brännpunkt Djakarta)
- 1985 (bästa kvinnliga biroll i Den bäste; statyetten gick till Peggy Ashcroft för En färd till Indien)
- 1988 (bästa kvinnliga huvudroll i Farlig förbindelse; statyetten gick till Cher för Mångalen)
- 1989 (bästa kvinnliga huvudroll i Farligt begär; statyetten gick till Jodie Foster för Anklagad)
- 2012 (bästa kvinnliga huvudroll i Albert Nobbs; statyetten gick till Meryl Streep för Järnladyn)
- 2018 (bästa kvinnliga huvudroll i The Wife; statyetten gick till Olivia Colman för The Favourite)
- 2021 (bästa kvinnliga biroll i Hillbilly Elegy; statyetten gick till Youn Yuh-Jung för Minari)